# UY Весов
UY Весов (лат. UY Librae) — одиночная переменная звезда в созвездии Весов на расстоянии (вычисленном из значения параллакса) приблизительно 12588 световых лет (около 3860 парсеков) от Солнца. Видимая звёздная величина звезды — от +14m до +13m.

## Характеристики
UY Весов — пульсирующая переменная звезда типа RR Лиры (RRAB).